# Catocala davidi
Catocala davidi és una espècie de papallona nocturna de la subfamília Erebinae i la família Erebidae. Es troba al nord de la Xina.